# Henri Bellivier
Henri Bellivier (Sent Andriu de Cupçac, 6 de juny de 1890 - Ambilly, 14 de març de 1980) va ser un ciclista francès que competí a començaments del segle XX. Va participar en els Jocs Olímpics de 1920 a la prova en tàndem.

## Palmarès
- 1913
  -  Campió de França de velocitat amateur
- 1914
  - 1r al Gran Premi de París de velocitat amateur
- 1920
  -  Campió de França de velocitat amateur
- 1921
  - 1r al Gran Premi de París de velocitat amateur